# إتانهيم
إتانهيم (بالبرتغالية: Itanhém‏) بلدية في ولاية باهيا في المنطقة الشمالية الشرقية من البرازيل.